# San Ramón (station)
San Ramón är en tunnelbanestation i tunnelbanesystemet Metro de Santiago de Chile i Santiago, Chile. Den nästföljande stationen i riktning mot Vicuña Mackenna är Santa Rosa och i andra riktningen är det ändstationen La Cisterna.